# پرپتوآ و فلیسیتی
پرپتوآ و فلیسیتی (لاتین: Perpetua et Felicitas) شهید در مسیحیت در قرن سوم بودند. ویبیا پرپتوآ یک نجیب‌زاده بود که به تازگی ازدواج کرده و تحصیل کرده بود، گفته می‌شود در زمان مرگش ۲۲ سال داشت و مادر یک پسر شیرخوار بود که از او پرستاری می‌کرد.[۶] فلیسیتی، برده یا کنیز که با او زندانی بود و در آن زمان باردار بود، با او به شهادت رسید. آنها همراه با دیگران در کارتاژ در استان آفریقا (استان روم) به قتل رسیدند.